# Zé Trovão
Marcos Antônio Pereira Gomes (São Paulo, 22 de julho de 1988), mais conhecido como Zé Trovão, é um caminhoneiro, youtuber e político brasileiro filiado ao Partido Liberal (PL). Atualmente é deputado federal por Santa Catarina.
Tornou-se conhecido por ser um dos articuladores dos atos antidemocráticos em 7 de setembro de 2021. Um mês antes, sua prisão foi decretada e ele se foragiu no México, porém foi encontrado pela Polícia Federal mexicana e se entregou para a Polícia Federal brasileira no dia 28, tendo a prisão convertida por prisão domiciliar e posteriormente revogada, porém com o uso de tornozeleira eletrônica.

## Vida pessoal
Nasceu pobre em São Paulo. Foi criado pelos avós em um sítio de Taruaçu, em Tarumirim. Depois, morou por certo tempo com o pai no Japão. Mudou diversas vezes, tendo quatro endereços em Arapongas e cinco em São Paulo. Eventualmente, se mudou para Joinville. Lá, foi casado duas vezes. Teve quatro filhos com sua segunda esposa, Jessica. A família saiu da casa na semana dos protestos de 7 de setembro, após pelo menos três visitas da Polícia Federal. Eles se mudaram para uma residência próxima, no mesmo bairro.

### Casos de violência doméstica
Em 2023, noivou com Ana Rosa Schuster. De acordo com Schuster, ela sofreu violência domiciliar durante todos os onze meses de relacionamento. De acordo com seu relato, em 29 de novembro, os dois entraram em uma briga e Zé Trovão apertou seu pescoço e a empurrou. Ela ligou para a polícia, porém o deputado ligou para a Polícia Legislativa da Câmara dos Deputados. Como não obteve resposta, ligou uma segunda vez e a expulsou de casa. Já em sua versão, Zé Trovão afirma que o relacionamento havia acabado faz semanas e ele foi agredido, o que o levou a ligar para a polícia para expulsá-la de casa. O caso foi parar na Justiça do Distrito Federal, que enquadrou Zé Trovão na Lei Maria da Penha e concedeu uma medida protetiva a Schuster.

### Decreto de prisão
No fim de junho de 2024, o TJSC decretou a prisão de Zé Trovão por dívida de pensão alimentícia. O deputado negou, argumentando ter ocorrido um erro de cálculo da Câmara dos Deputados, uma vez que o pagamento saia de seu salário. A ex-esposa do parlamentar argumentou que ele já havia sido intimado ainda em abril e não teria feito o pagamento devido. Ela também relatou ter sofrido episódios de violência e acusações públicas feitas por Zé Trovão.

### Dependência quimíca
Ele foi usuário de maconha e cocaína. De acordo com Zé Trovão, ele foi dependente químico entre 2017 e 2018, e se livrou do vício.

## Carreira

### Caminhoneiro
Até então, Zé Trovão trabalhava como vigia, monitor de hotel e corretor de imóveis, mas em 2016 se tornou caminhoneiro em Joinville. Ele era praticamente desconhecido pelas lideranças do setor. Começou a carreira como motorista autônomo, conseguindo se tornar celetista contratado pelo agronegócio. Seu apelido veio da novela A História de Ana Raio e Zé Trovão, da extinta Rede Manchete.
Sua primeira passagem na justiça foi em 2007 em Itapecerica da Serra. Ele trabalhava como vigia e arranjou uma briga com um policial. Por isso, foi condenado a um ano e quatro meses de cadeia por receptação, mas teve pena mudada para serviços à comunidade.

### Youtuber
Apesar de não ter ido para Brasília na Greve dos Caminhoneiros em 2018, participou do ato em Santa Catarina. Lá, foi gravada uma entrevista quando ele estava parado na estrada, que teve milhões de visualizações. De acordo com sua ex-mulher, ele sonhava em ser famoso mas tinha complexo de inferioridade, e o sucesso do vídeo teria servido de motivação para criar seu canal. Durante a greve, ele afirmou que era um dos líderes. Porém, não era reconhecido pelas outras lideranças dos caminhoneiros, que buscavam se afastar dele.
Em março de 2021, começou a postar vídeos em seu canal do YouTube Zé Trovão, a Voz das Estradas, mas também participava de outros canais, como o Portal Brasil Livre. Neles, defendia ideias típicamente bolsonaristas, como o kit Covid e o voto impresso. Seu canal chegou a ter 40 mil seguidores. Ele, então, passou a ganhar apoio de figuras políticas ligadas ao bolsonarismo. No dia 7 de agosto, gravou vídeo junto com Carla Zambelli em motociata em Florianópolis em apoio a Jair Bolsonaro. Ela estava organizando evento similar em São Paulo, e Zé Trovão demonstrou seu apoio. Também havia gravado um vídeo com Nelson Barbudo. Além disso, aparecia em vídeos com o cantor Sérgio Reis.

### Manifestações antidemocráticas
No dia 7 de setembro de 2021, vários protestos a favor e contra o presidente Jair Bolsonaro aconteceram em diversas cidades do Brasil. Nas manifestações lideradas pelo presidente, houve pedidos de golpe militar e ameaças ao Supremo Tribunal Federal. Um dia depois, o Brasil foi tomado por uma paralisação dos caminhoneiros em apoio ao presidente, que foi planejada por grupos de WhatsApp e Telegram, sem o envolvimento das lideranças do setor.
Zé Trovão era um dos suspeitos de organizar os protestos antidemocráticos, e era investigado desde 2020. Ele até mesmo havia estado presente em reunião no gabinete da secretária Especial de Articulação Social, no Palácio do Planalto. Por isso, ainda no dia 20 de agosto de 2021, a Procuradoria-Geral da República pediu ao STF a abertura de inquérito contra ele, Sérgio Reis, Otoni de Paula e outras sete pessoas, o que aconteceu no mesmo dia por ordem do ministro Alexandre de Moraes. Os acusados estavam pedindo que os manifestantes fossem a rua para destituir os ministros do STF e o presidente do Senado Federal "na marra", além de obrigar as Forças Armadas a tomarem um parecer sobre o voto impresso. Todos os envolvidos, exceto Otoni de Paula, foram proibidos de chegar a um raio de 1 km da Praça dos Três Poderes. As manifestações estavam sendo financiadas por grandes nomes do agronegócio, como Antonio Galvan, por isso a chave do Pix de Zé Trovão foi bloqueada. Ele também teve seus perfis no YouTube e no Instagram bloqueados, porém criou perfis em outras redes sociais, e seu Telegram chegou a 20 mil seguidores. Ele, no entento, divulgou outra chave. Por isso, teve prisão decretada no dia 3 de setembro. Um dia depois, Zé Trovão gravou vídeo onde chamou o pedido de prisão de ilegal, afirmou que estaria no ato na Avenida Paulista e chamou Alexandre de Moraes para ir prendê-lo pessoalmente. Levi de Andrade, seu advogado, disse que ele apenas se entregaria após o 7 de setembro. No dia 9, Jair Bolsonaro se pronunciou contra a prisão de Zé Trovão.
Apesar de ter dito que estaria nos atos antidemocráticos, passou dois meses foragido, mas continuou incitando os atos e a paralisação dos caminhoneiros. Chegou a pedir para seus seguidores entregarem pedidos de impeachment aos ministros do STF no dia das manifestações. Seu nome foi incluído na lista de procurados da Interpol e ele foi encontrado pela Polícia Federal na Cidade do México, onde foi anunciado que seria preso e transportado para o Brasil. Seu advogado, porém, entrou com habeas corpus na justiça para evitar sua prisão. O habeas corpus foi de fato pedido pelos deputados Carla Zambelli e Victor Hugo, mas foi rejeitado por Edson Fachin. Bolsonaro, porém, recuou no dia dos atos e ele e o ministro Tarcísio de Freitas pediram que os caminhoneiros recuassem, para não prejudicar a economia. No dia 10, Zé Trovão gravou vídeo anunciando o fim da paralisação.
Em 2024, a Polícia Federal indiciou o deputado e outras doze pessoas pela organização dos atos antidemocráticos. Ao finalizar o inquérito sobre o caso, a PF indiciou Zé Trovão, Sérgio Reis e outros nos delitos de incitação ao crime (pena de detenção de três a seis meses), associação criminosa (reclusão de um a três anos) e de tentar impedir o livre exercício dos Poderes. No caso deste último crime, a PF os enquadrou na antiga Lei de Segurança Nacional, porque era a lei vigente na época dos fatos, com pena prevista de dois a seis anos de prisão.

### Prisão
No dia 22 de setembro, Zé Trovão foi para Lima em voo da Latam. Depois foi até a Cidade do Leste e atravessou a Ponte da Amizade, chegando em Foz do Iguaçu. Chegou em Joinville de carro no dia 24. Passou dois dias com a família e se entregou a Polícia Federal no dia 26. A defesa alegou que "está ao dispor da Justiça para provar sua inocência. Na sequência, a defesa formulará pleitos de liberdade". Após preso, sua mulher alegou ter sido barrada de visitá-lo por não estar vacinada contra COVID-19.
No dia 27 de setembro, sua defesa entrou com pedido de liberdade. No dia 8 de dezembro, a primeira turma do STF decidiu manter a prisão preventiva de Zé Trovão. Alexandre de Moraes, porém, não participou do julgamento por ter sido o mandante da prisão. No dia 17, Moraes acatou pedido da defesa e converteu sua prisão em prisão domiciliar, porém com tornozeleira eletrônica e proibido de utilizar redes sociais ou se comunicar com os outros investigados. No dia 15 de fevereiro de 2022, Moraes revogou a prisão domiciliar pelo cumprimento das restrições impostas por ele.

### Deputado federal
Nas eleições gerais no Brasil em 2022, em 2 de outubro, foi o 14.º candidato a deputado federal mais votado em Santa Catarina. No dia seguinte, os advogados Elias Mattar Assad e Thaise Mattar Assad disseram que iriam comunicar oficialmente a vitória ao STF para que Zé Trovão pudesse exercer "livremente" o mandato a partir de janeiro de 2023, pois precisaria de permissão da justiça para ir para Brasília. Por isso, sua defesa pediu a retirada da tornozeleira eletrônica ou ao menos a flexibilização de sua liberdade de locomoção. Se elegeu prometendo a defesa das pautas dos caminhoneiros e o enxugamento da máquina pública. Também reajustou seu discurso pró-golpe militar, dizendo que atuaria dentro da constituição. Mas reiterou que poderia tomar providências caso o STF abusasse do seu poder. Quando eleito, ele anunciou em seu canal do Telegram, que foi bloqueado pela justiça por quebra da ordem judicial.
No dia 19 de dezembro do mesmo ano, foi diplomado no TRE-SC (Tribunal Regional Eleitoral de Santa Catarina) e compareceu à cerimônia usando tornozeleira eletrônica.
Em 29 de maio de 2023, Zé Trovão enviou um ofício a Embaixada dos Estados Unidos no Brasil um pedido formal de prisão ao presidente da Venezuela Nicolás Maduro. O pedido é baseado numa acusação da alta cúpula da Drug Enforcement Administraion (DEA) onde, no documento, afirmava que Maduro e outros integrantes do governo venezuelano eram integrantes de uma organização criminosa, supostamente realizando narcotráfico, corrupção e terrorismo. O parlamentar chamou o Executivo venezuelano no despacho de "comunista, criminoso e traficante".   Entretanto, o pedido pode não ser atendido, já que a acusação contra Maduro não foi adiante para o FBI nem para a Interpol. Até houve um pedido formal de um deputado do Partido Republicano na época, mas não prosseguiu. As relações diplomáticas entre Estados Unidos e Venezuela estavam sendo reconquistadas desde que Joe Biden assumiu a presidência em 2021.

## Histórico Eleitoral
| Ano  | Eleição                    | Partido | Candidato a      | Votos  | %     | Resultado | Ref    |
| ---- | -------------------------- | ------- | ---------------- | ------ | ----- | --------- | ------ |
| 2022 | Estadual de Santa Catarina | PL      | Deputado Federal | 71.140 | 1,79% | Eleito    | [ 50 ] |